# Jon Bell
Jon Bell (Rockville, 1997. augusztus 26. –) amerikai születésű jamaicai válogatott labdarúgó, a Seattle Sounders hátvéde.

## Pályafutása
Bell a Maryland állambeli Rockville városában született. Az ifjúsági pályafutását a DC United akadémiájánál kezdte.
2019-ben mutatkozott be a Baltimore Christos felnőtt keretében. 2021-ben az első osztályban szereplő New England Revolution-höz igazolt. Először a 2021. május 13-ai, Philadelphia Union ellen 1–1-es döntetlennel zárult mérkőzésen lépett pályára. Első gólját 2021. június 20-án, a New York City ellen idegenben 3–2-es győzelemmel zárult találkozón szerezte meg. 2022. november 11-én egyéves szerződést kötött az újonnan alakult St. Louis City együttesével. 2023. december 14-én a Seattle Sounders szerződtette.

## Statisztikák
2024. augusztus 13. szerint
| Klub                   | Szezon   | Osztály  | Bajnokság | Bajnokság | Kupa  | Kupa | Nemzetközi | Nemzetközi | Összesen | Összesen |
| Klub                   | Szezon   | Osztály  | Meccs     | Gól       | Meccs | Gól  | Meccs      | Gól        | Meccs    | Gól      |
| ---------------------- | -------- | -------- | --------- | --------- | ----- | ---- | ---------- | ---------- | -------- | -------- |
| New England Revolution | 2021     | MLS      | 12        | 1         | 0     | 0    | —          | —          | 12       | 1        |
| New England Revolution | 2022     | MLS      | 15        | 1         | 1     | 0    | 1          | 0          | 17       | 1        |
| St. Louis City         | 2023     | MLS      | 3         | 0         | 1     | 0    | 1          | 0          | 5        | 0        |
| Seattle Sounders       | 2024     | MLS      | 6         | 1         | 3     | 0    | 3          | 0          | 12       | 1        |
| Összesen               | Összesen | Összesen | 36        | 3         | 5     | 0    | 5          | 0          | 46       | 3        |

### A válogatottban
| Válogatott | Év       | Pályára lépés | Gól |
| ---------- | -------- | ------------- | --- |
| Jamaica    | 2023     | 1             | 0   |
| Jamaica    | 2024     | 1             | 0   |
| Összesen   | Összesen | 2             | 0   |